# ナガサワ食品
ナガサワ食品株式会社（ナガサワしょくひん、英称：Nagasawa Shokuhin Co., Ltd.）は、兵庫県加古川市に本社を置く、主に外食事業を中心に小売業・エンターテインメント事業などをおこなう企業である。

## 概要
1951年に創業され、1970年に法人へ改組。ドライブインをメインとして、外食事業とアミューズメント事業の2つを柱とする。兵庫県内に事業の場は限られるが、国道2号沿線を中心に各都市に多くの店を構える。
主にレストラン事業の割合が高く、近年では国道2号のドライブインという形式ではなく、兵庫県内の様々な施設への出店が多くを占める。この他、同社が本店を置く明石市の江井ヶ島に「明石ブルワリー」を設立させたりもしている。
小野市の匠台テクノプラザに「小野向日葵ホテル」として、新規にオープンさせるなど、宿泊事業への拡大も見せていた。しかし、採算面などが悪化していたことから、不採算店舗の閉鎖を実施した他、2018年4月に相生市にて経営していた「HOTEL 万葉岬」（旧・国民宿舎あいおい荘）を清交倶楽部へ譲渡したと同時にホテル事業から撤退。2019年5月21日に、同年3月に支援スポンサーが設立したナガサワ食品株式会社（新社、譲受当日にナガサワ不動産株式会社から商号変更）へ事業を譲渡。ナガサワ食品株式会社（旧社）は事業譲渡当日に、本店所在地を明石市から加古川市へ移転した他、同年6月5日にNF管理株式会社へ商号変更。NF管理は同年9月20日に株主総会の決議により解散し、2020年1月9日に神戸地方裁判所姫路支部から特別清算開始決定を受けた。NF管理は、2020年6月2日に法人格が消滅した。

## 店舗
明石西インターチェンジそばに、ながさわ土山本店・はりまや本店を直営で運営しているほか、トライアルカンパニー・セガ エンタテインメント・マクドナルド・ビッグエコーがテナントとして入居している。この他にも、兵庫県内にて店舗を運営している。
詳細はながさわ施設一覧を参照